# Имбирный пряник
имби́рный пря́ник (англ. ginger bread — «имбирный хлеб») — пряник с ароматом имбиря. Часто для приготовления этого блюда вместо сахара используют мёд или мелассу (патоку). Имбирные пряники могут значительно отличаться друг от друга по консистенции (от мягкого и влажного хлебного пирога до имбирного бисквита).

## История
Имбирный пряник был завезён в Европу в 992 году армянским монахом Григорием Макаром. Прожив 7 лет в Бондаройе (Франция), он научил французских христиан искусству выпекания имбирных пряников. Григорий умер в 999 году. 
В XIII веке имбирный пряник был привезён в Швецию иммигрантами из Германии. В XV веке в Германии была образована гильдия мастеров, контролирующих создание имбирных пряников. Находки из Вадстенского аббатства показывают, что в Швеции монахини использовали имбирное печенье для борьбы с расстройством желудка.
Первые найденные торговые документы, свидетельствующие о продаже имбирных бисквитов, датированы XVII веком. В то время их продавали в монастырях, аптеках и на фермерских ярмарках. В Средневековой Англии считали, что имбирные пряники обладают медицинскими свойствами.

## Разновидности
В Англии имбирными пряниками могут называть некоторые виды кексов, печенья или бисквитов, приготовленных с имбирем. В виде печенья обычно имеют форму пряничных человечков. Первые фигурные пряники появились при дворе английской королевы Елизаветы I, при этом фигурки были похожи на некоторых из её важных гостей.
В наши дни их обычно подают на Рождество. Подобные пряники были традиционным кондитерским изделием, продававшимся на популярных ярмарках, их часто покупали в качестве гостинца или угощения детям и возлюбленным.
В Чехии известен пардубицкий перник (чеш. pardubický perník).